# Сесилия Шведская
Сесилия Шведская (швед. Cecilia av Sverige; 22 июня 1807, Стокгольм — 27 января 1844, Ольденбург) — шведская принцесса, великая герцогиня Ольденбургская. Композитор.

## Биография
Принцесса Сесилия была дочерью короля Швеции Густава IV Адольфа и Фредерики Баденской. Её семья была вынуждена покинуть Швецию после свержения отца в 1809 году и обосноваться в Бадене. Отношения между родителями стали портиться, и в 1810 году они разъехались, а в 1812 году развелись. Фредерика Доротея много путешествовала и скончалась в 1826 году в Лозанне. Густав Адольф, взяв себе имя полковника Густавссона, по большей части проживал в Германии и Швейцарии. Воспитанием Сесилии в основном занималась бабушка, герцогиня Амалия.
В 1830 году Сесилия встретила великого герцога Ольденбургского Августа, сына герцога Петра и Фридерики Вюртембергской. Они приходились друг другу дальними родственниками, так как оба были членами дома Гольштейн-Готторп и потомками Кристиана Августа Гольштейн-Готторпского. Несмотря на то, что герцог был старше на 24 года и дважды вдовцом, после часового разговора он получил согласие на брак. Сесилия отправилась в Вену, где её брат служил в армии в чине генерал-майора. Там 5 мая 1831 года в присутствии императора Франца состоялась свадьба. В июне 1831 года супруги отправились в Ольденбург.
Сесилия интересовалась искусством. Она была автором гимна «Heil dir, o Oldenburg», в 1833 году принимала участие в финансировании первого театра, предшественника Государственного театра Ольденбурга. Тем не менее, она не пользовалась популярностью в стране, поскольку общалась только с узким кругом приближённых.
Сесилия умерла от лихорадки после рождения третьего ребёнка и была похоронена в герцогском мавзолее на кладбище Гертруды в Ольденбурге. Там же была похоронена её сестра Амалия Мария Шарлотта (1805—1853).

## Дети
- Александр Фридрих Густав (1834—1835)
- Николай Фридрих Август (1836—1837)
- Антуан Гюнтер Фридрих Элимар (1844—1895) — женат морганатическим браком на баронессе Наталье Густавовне Фогель фон Фризенгоф (1853—1937), дочери Александры Гончаровой-Фризенгоф.

## Память
В честь великой герцогини Сесилии были названы
- улица,
- площадь
- мост Cäcilienbrücke[нем.]
- школа Cäcilienschule Oldenburg[нем.] была основана в 1867 году в Ольденбурге,
- местность Cäciliengroden (Фрисландия) рядом с Вильгельмсхафеном.

## Награды
В царствование российского императора Николая I великая герцогиня Сесилия была награждена большим крестом ордена Святой Екатерины. а также баварским королевским орденом Терезы.

## Титулы
- 22 июня 1807 — 5 мая 1831: Её Королевское Высочество Принцесса Сесилия Шведская
- 5 мая 1831 — 27 января 1844: Её Королевское Высочество Герцогиня Ольденбургская